# Port de Douvres
Le port de Douvres est le port trans-Manche situé à Douvres, au sud-est de l'Angleterre. Il est le port anglais le plus proche de la France, distant de seulement 35 km, le plus important du Royaume-Uni et l'un des plus dynamiques au niveau européen avec 14 millions de voyageurs, 2,1 millions de camions, 2,8 millions de voitures et motos, 86 000 autobus qui débarquent chaque année, et avec un chiffre d'affaires annuel de 58,5 millions de livres sterling.
Le port a été détenu et exploité par Dover Harbour Board, une personne morale de droit public, depuis sa construction à la suite d'une charte royale de 1606. La plupart des membres du conseil sont nommés par le ministère des Transports.
Le port a sa propre force de police privée, la police du port de Douvres.

## Historique
En 1966, plus de 600 000 véhicules sont passés par les quais orientaux de Douvres, en route vers la France ou la Belgique.
Le 23 juillet 2022, à la suite d'un incident technique, le port est saturé avec 10 000 véhicules par jour.

## Infrastructure
Le port est divisé en deux sections, les quais orientaux et les quais occidentaux, éloigné d'environ 1 km l'un de l'autre.

### Quais orientaux
Le service de ferrys a été négativement affectés par l'ouverture du service Eurotunnel dans le tunnel sous la Manche en 1994. Il existe trois services de ferry à destination de la France opérant depuis neuf quais et des bâtiments associés des quais orientaux:
- P&O Ferries: 6 navires en service, jusqu'à 29 aller retours jusqu'à Calais
- DFDS Seaways: 3 navires en service, jusqu'à 12 aller retours jusqu'à Dunkerque
- DFDS Seaways: 3 navires en service, jusqu'à 10 aller retours jusqu'à Calais

Le terminal de marchandises adjacent (avec trois grues de chargement) peut être utilisé par un navire de 180 mètres.

### Quais occidentaux

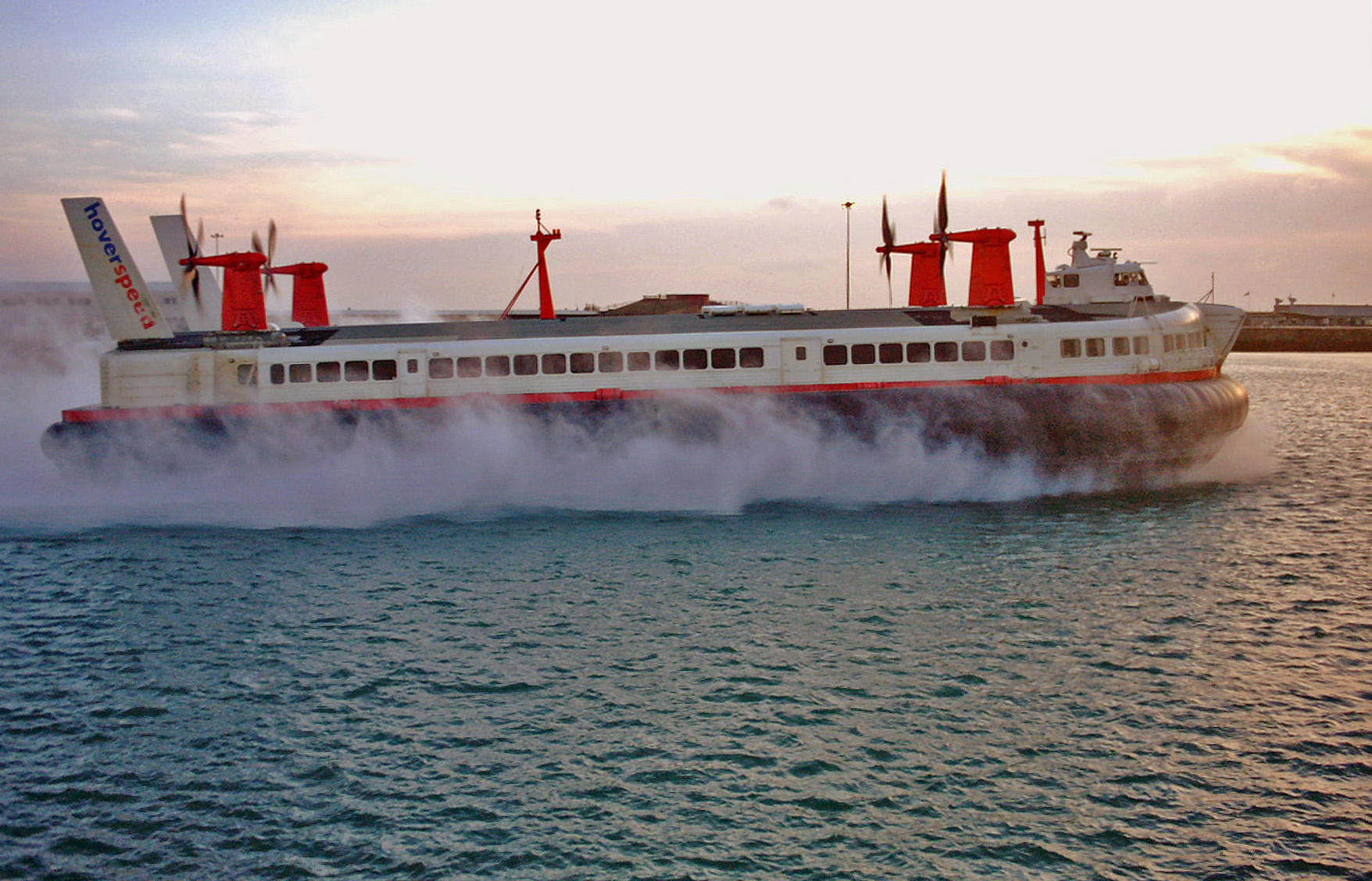
Le dernier service d'aéroglisseur entrant dans les quais occidentaux

Cette partie du port est formée par le bras ouest du port, la jetée de l'Amirauté, et de ses installations portuaires. Il a d'abord été utilisé comme un terminal pour la flèche d'or et d'autres services de train trans-Manche (avec sa propre gare, Dover Marine, rebaptisée plus tard Dover Western Docks) - c'est ici que le Soldat inconnu a été débarqué. La gare a fermé en 1994. Les quais occidentaux ont également été utilisés de 1968 au début des années 2000 par un service d'aéroglisseur géré par Hoverspeed. Hoverspeed avait un service de catamarans jusqu'à ce qu'il fasse faillite en 2005. Un autre service de catamaran a été assuré de 2004 jusqu'en novembre 2008, par le seul navire de SpeedFerries, SpeedOne, avec un maximum de cinq traversées aller retour quotidiennes jusqu'à Boulogne-sur-Mer. L'Hoverport a été démoli pour être reconstruit.

#### Marina
Dans les docks occidentaux, entre le terminal de croisière et l'ancien Hoverport se situe l'entrée d'un port de plaisance.

## Accès

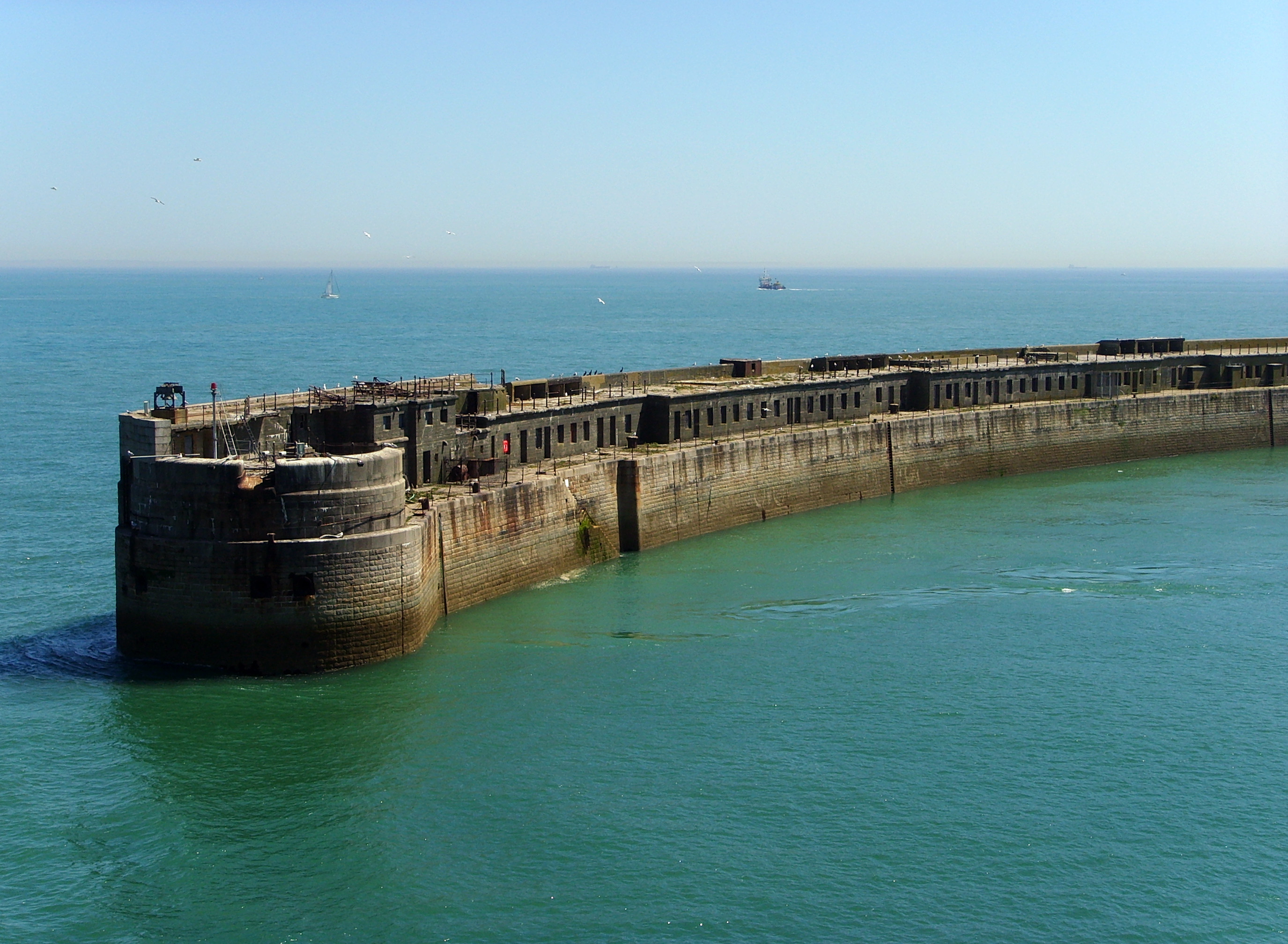
Digue du port

Le port est accessible par la route depuis la M20/A20 (conduisant à Folkestone) et la M2/A2 (conduisant à Canterbury), et par le train qui s'arrête à la gare de la ville (avec un service de bus de la gare au port Gare de Dover Priory, et avec des trains vers et depuis les gares londoniennes de Saint-Pancras, Charing Cross, Victoria et Ramsgate).